# Североаравийские языки

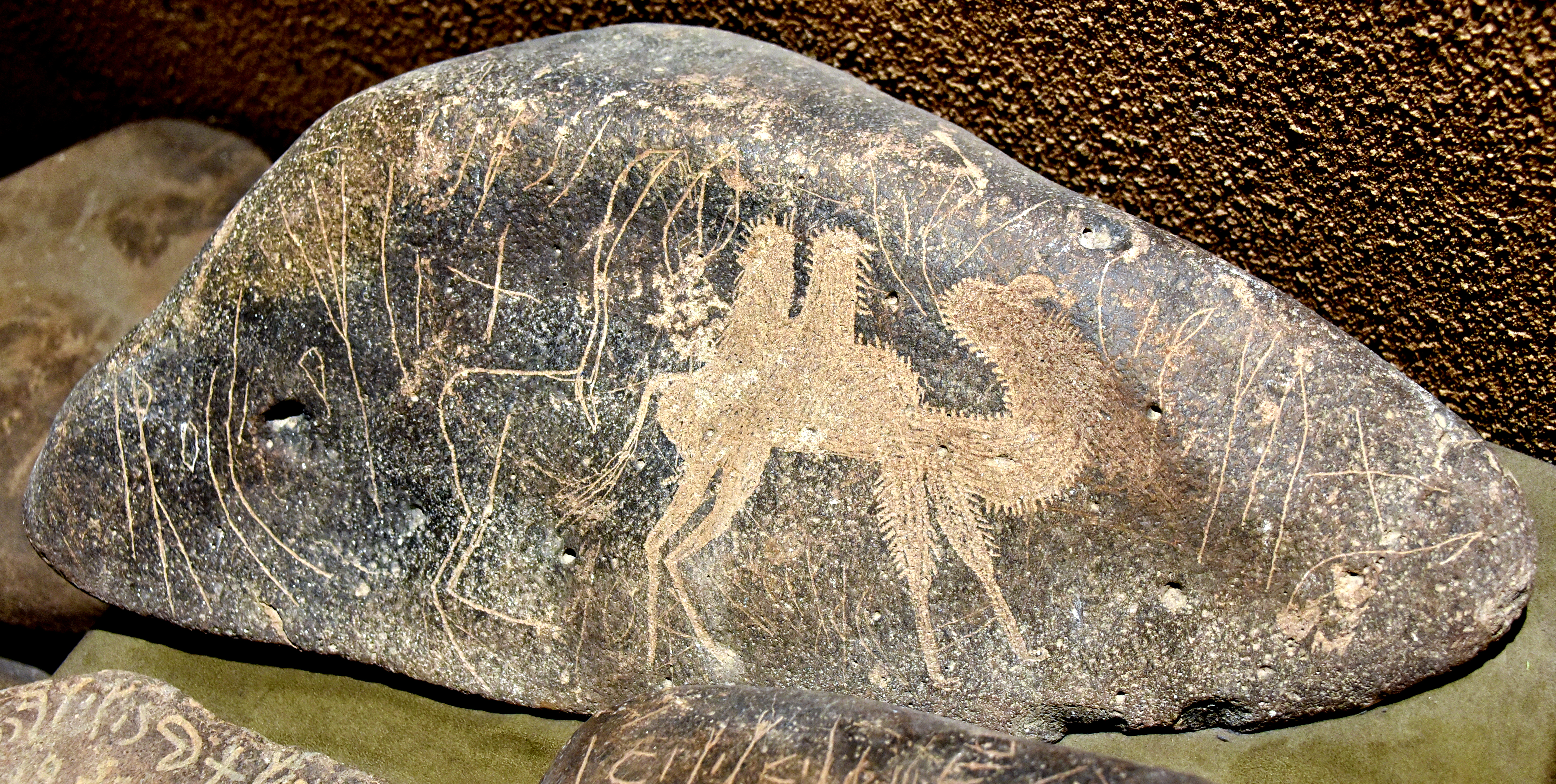
Сафские надписи, найденные в Иордании.

Североаравийские языки (ранне-североаравийский, древне-североаравийский; Ancient / Old North Arabian) — группа близкородственных языков или диалектов, относящихся к аравийской группе семитских языков. Известны по кратким надписям из различных районов Северной и Центральной Аравии, на территории современных Саудовской Аравии, Сирии и Иордании. Древнейшие надписи относятся к VIII в. до н. э. Наиболее поздние — к VI в. н. э.
Из всех семитских языков североаравийские языки наиболее близки классическому арабскому, хотя и не являются его непосредственными предками.
Известны следующие североаравийские языки/наречия:
- Северноаравийский оазисов (Oasennordarabisch): Саудовская Аравия, Сирия
  - тайманский (Taymanitic)
  - лихъянский (деданский; Dadanitic/Lihyanitic, Dedanite/Lihyanite) — по названию царства Лихъян в оазисе Дедан (совр. Эль-Ула на северо-западе Саудовской Аравии), VI—IV века до н. э.
  - думайский (Dumaitic)
  - диалект нескольких находок из Междуречья («халдейский»)
- сафаитский (сафские; Safaitic) — граффити кочевников из области Эс-Сафа в Сирийской пустыне (Иордания, Сирия, север Саудовской Аравии), c I в. до н. э. или несколько раньше;
- хисмайский (Hismaic) — язык кочевников из пустыни Хисма (Иордания), ранее включали в самудский;
- самудский (Thamudic) — условно назван по древнему племени самудиев (θamūd-); надписи из различных оазисов западной и центральной части северной Аравии, с VI в. до н. э., которые не удалось отнести к другим северноаравийским диалектам;
- хасаитский (Hasaitic) — несколько кратких надписей из области Эль-Хаса на северо-востоке Саудовской Аравии, с V в. до н. э.